# Asan Bay
Asan Bay är en vik i Guam (USA).   Den ligger i kommunen Asan-Maina, i den västra delen av Guam, 4 km väster om huvudstaden Hagåtña.